# Salvatore Morale
 Salvatore Morale  (* 4. listopadu 1938 Teolo) je bývalý italský atlet, mistr Evropy v běhu na 400 metrů překážek z roku 1962.
Jeho prvním mezinárodním úspěchem bylo vítězství v běhu na 400 metrů překážek na univerziádě v roce 1959. Své vítězství zopakoval o dva roky později. Dne 15. října 1961 vytvořil evropský rekord v běhu na 400 metrů překážek časem 49,7 s. Na mistrovství Evropy v roce 1962 zvítězil ve vyrovnaném světovém rekordu 49,2 s. Startoval také na olympiádě v Tokiu v roce 1964, kde získal bronzovou medaili v běhu na 400 metrů překážek.